# Hospital Dr. Andrés Isola
El Hospital Dr. Andrés R. Isola es el hospital público de la ciudad de Puerto Madryn en la provincia de Chubut, Argentina. El hospital depende del Ministerio de Salud de la provincia de Chubut.
El hospital fue fundado en 1934 y trasladado a la provincia de Chubut en 1974. Inicialmente era un hospital rural.
El Hospital Dr. Andrés R. Isola es uno de varios que han sido seleccionados para participar en el proyecto "Escuelas Hospitalarias de Argentina", un emprendimiento cooperativo que tiene como objetivo utilizar Internet para continuar la educación de los niños incluso mientras están hospitalizados.
En julio de 2007, se inició una expansión de la unidad de cuidados intensivos que agregó más de 120 metros cuadrados de espacio e incorporó cinco camas adicionales para cuidados intensivos y otras cinco camas para cuidados intermedios.
En el año 2009 se fundó el servicio de oncologia por la Dra. Maximina Lamelza. Ex residente de la Fundación Mainetti de Gonnet, ex becaria de Trasplante de Medula Ósea.
Siendo hasta el año 2018 , un servicio de referencia en oncología. Trabajando junto.al Hospital de Referencia en Caba , Instituto Ángel Roffo.
En el año 2021 integra su trabajo a nivel del ministerio de salud de Chubut como jefe del Departamento de Auditoría Central , creando el primer Banco de Drogas provincial de Chubut.
La Dra. Maximina Lamelza cambio la historia dentro del trabajo hospitalario en oncología de Puerto Madryn y Chubut , activando los programas Nacionales de prevención en Cáncer de Mama, cáncer de cuello uterino, cáncer de Colon , cuidados paliativos y Cannabis Medicinal. Todos los programas dependientes del Ministerio de Salud de Nación.